# 凱特·奧斯頓
凱瑟琳·奧斯頓（Katherine Austen），亦即凱特（Kate），是美國廣播公司懸疑類電視連續劇《迷失》的角色之一，由加拿大演員伊万杰琳·莉莉（Evangeline Lilly）飾演。

## 人物概述

### 海洋航空第815航班墜機前
神秘的凱特，故事一開始已經證明她不是無辜者。
她在美國愛荷華州長大，是士兵和餐廳服務員之女。在“凱特做了什麼”中的回憶場境，她的父母離婚後，凱特的母親與一個叫韋恩的酒鬼結婚，韋恩常常虐待凱特的母親（戴安娜），甚至可能騒擾過凱特。當凱特做了一本剪貼薄為送給父親的禮物，她從古舊的相片中發現，她的父親在她出生前十個月，人還留在韓國，她立時意識到，韋恩才是她的真正生父。凱特不能忍受這事實，於是買了居所的保險，然後將醉酒的韋恩和房子一同炸毀，而保單受益人就是她的母親。完事後，她去到母親工作的地方，向她解釋所有一切，然後出逃，但在長途客車站由被美國法警愛德華·麥斯捉住，麥斯告訴凱特，是她的母親報警捉她。麥斯將她押上車，駕駛途中，麥斯提及韋恩的謀殺時，一匹大黑馬突然在麥斯的汽車前出現，導致撞車。當麥斯仍然未在安全氣袋中回復過神來時，凱特拿了他的鑰匙。接著一腳踼他出車子，駕走車子，逃之夭夭。
在“生來就是為了逃跑”中的回憶場境，她在美國各地徘徊，以假車牌和染髮來掩飾身份。
當她收到關於母親患上末期癌症的訊息，凱特回到家郷。她遇到初戀情人湯姆·巴文，他已經結婚，在醫院當醫生。兩人來到十五年前收藏時間囊的地方，將時間囊開掘出來，內裡有錄音帶和湯姆的童年玩具，包括一架小型玩具飛機。凱特說服湯姆安排她見母親最後一面。但是，當凱特在母親面前出現，戴安娜大聲疾呼，尖叫人來，凱特被迫逃離醫院。她要求湯姆給他的汽車幫助逃走，湯姆一同上車，表示她合作的話，他會容易說服警察。凱特加速駛出停車庫，直接突破警車封鎖，警察向車開槍，湯姆中彈身亡。凱特逃出車子，忘記連同玩具飛機一同帶走。
隨後，在新墨西哥州，凱特領導一次精心製作的銀行劫案，她化名為「瑪姬·萊恩」，向銀行經理申請貸款，劫案發生後，弄得自己是個無辜的人質，她實際上暗中領導銀行搶劫犯。
其它人質反抗強盜，凱特拿到槍，但她立刻說不懂使用槍械，使得反抗失敗。強盜頭子在眾人面前強行拉走她，進入辦公室，兩人立即親吻，接著要強盜頭子打傷她，使得她像被毒打過似的。強盜頭子以凱特的性命要脅銀行經理打開保險庫，銀行經理依從。完事前一刻，強盜頭子說出真相，說明劫案一切都是凱特計劃的，然後打算殺經理滅口，凱特拿立刻槍擊傷所有劫匪，他們也不過是凱特的棋子。然後她迫使經理打開保險箱。（附帶一提，存放保險箱的數碼是815，同太平洋航空第815班機的數碼一樣）在箱子裡面，只有一樣東西：湯姆的玩具飛機。
以後，凱特逃亡到澳洲。化名「安娜」的她自稱是加拿大人，她到達澳洲內陸農夫的房子，以幫助農夫為交換條件，提供她薪水和一個居所。幾個月以後，半夜中，凱特試圖偷偷地逃走。農夫發現了，留住了她，堅持第二天早晨駕車送她到火車站。
在路上，他們的卡車被愛德華·麥斯追隨。農夫承認，他看了郵局中凱特的通緝海報，打算告發她換得獎金。凱特立即甩開農夫，卡車滾下山坡。儘管凱特逃脫了，但她回來救受傷的農夫，結果被麥斯抓住。
在登上飛機之前，麥斯當住凱特的面前對澳大利亞執法人員透露，他追逐了凱特三年，並且把玩具飛機放在保管箱作為誘餌，使之得到線索捉倒凱特。
在第815航班上，她被扣上手銬，坐在麥斯旁邊。在空難之前，她請求麥斯幫忙，確保農夫得到獎金。當飛機分裂，麥斯被重物擊昏。凱特竊取鑰匙解開她的手銬，幫麥斯戴上氧氣面罩，自己才戴面罩。
凱特在飛機中的座位編號是27H。

### 在島上
到達海島，凱特成為生還者之一，從收發器補救，重覆的傳輸、北極熊、山洞坍塌等等事件，和決定大眾往山洞居住的主要發展下，凱特漸漸成為生還者領導者之一。除了和薩伊德、查理和赫利沒有深交之外，她贏得衆人的友誼。並且，她明顯對傑克和索耶有感覺，而她對傑克的關係因神秘的身世而受阻礙。

凱特在《迷失》第二季第九集《凱特做了什麼》中。

凱特以親吻索耶為代價，要他交出香農的哮喘呼吸器。親吻之後，他告訴凱特，他實際上沒有呼吸器，結果凱特一拳擊向索耶處。
在“叢林流浪”中，凱特表示不會幫助索耶獵殺野豬，即使她的養父親手訓練了她野外追縱技巧，並說，「我是素食主義者。」但在一個最新情節，可以看見她殺害貝殻類海產食用。
凱特向索耶透露，她早先結婚了，雖然她說婚姻非常短暫。她並且透露，她殺害過一個人，雖然她也許提到湯姆，因為她曾告訴傑克，玩具飛機「屬於我殺害」的人，但湯姆並不是她唯一殺害過的人，她的生父韋恩，也是被她所殺。
之後，凱特帶克萊爾的男嬰在密林中間保護，使傑克得到時間去救布恩的生命。
大夥人製作木船離開海島，凱特爭取成為木船的搭客，但索耶打開她的背包發現，凱特利用遇難者護照來作的假護照，於是當衆透露凱特的真正身份。